# エリザベッタ・ディ・サッソニア
エリザベッタ・ディ・サッソニア（イタリア語: Elisabetta di Sassonia）またはエリーザベト・フォン・ザクセン（ドイツ語: Elisabeth von Sachsen, 1830年2月4日 - 1912年8月14日）はザクセン王女で、ジェノヴァ公フェルディナンド（のちのイタリア王ヴィットーリオ・エマヌエーレ2世の弟）の妃。
イタリア王妃マルゲリータの母である。

## 生涯
ザクセン王ヨハンとその妃でバイエルン王女アマーリエ・アウグステとの間にザクセンの首都ドレスデンで生まれた。全名はマリア・エリーザベト・マクシミリアーナ・ルドヴィカ・アマーリエ・フランツィスカ・ゾフィア・レオポルディーネ・アンナ・バプティスタ・グザヴェリア・ネポムツェナ（Maria Elisabeth Maximiliana Ludovika Amalie Franziska Sophia Leopoldine Anna Baptista Xaveria Nepomucena）。父方の祖父母はザクセン王子マクシミリアンとパルマ公女カロリーナ、母方の祖父母はバイエルン王マクシミリアン1世とバーデン辺境伯女カロリーネである。
1850年4月22日、ドレスデンのカトリック宮廷教会で、サルデーニャ王カルロ・アルベルトと王妃マリーア・テレーザ夫妻の次男で初代ジェノヴァ公フェルディナンドと結婚した。この結婚は政略結婚であり、概して愛のないものと見られていた。
夫妻は2子をもうけた。
- マルゲリータ（1851年 - 1926年） - イタリア王ウンベルト1世妃
- トンマーゾ（1854年 - 1931年） - 第2代ジェノヴァ公、バイエルン王子アーダルベルトの娘イザベラと結婚

1855年2月10日、夫フェルディナンドがトリノで急死し、エリザベッタはわずか25歳で寡婦となった。寡婦となって2年もたたない1856年10月4日、自身の侍従ニコロ・ジュゼッペ・エフィジオ・ラパッロと再婚する。2人はエリザベッタの正式な喪の期間が終わる前に秘密結婚した。このことは義理の兄ヴィットーリオ・エマヌエーレ2世を非常に怒らせ、事実上の追放と子どもたちへの面会の禁止を命じられた。しかし2人の子とはのちに再会できた。
1882年、ラパッロは自殺した。宮廷の噂ではしばしばこの結婚生活は不幸だとほのめかされており、彼の自殺はこうした話を煽ることとなった。
エリザベッタは1911年に脳卒中を起こし、急速に健康状態が悪化した。1912年8月14日にストレーザで亡くなった。

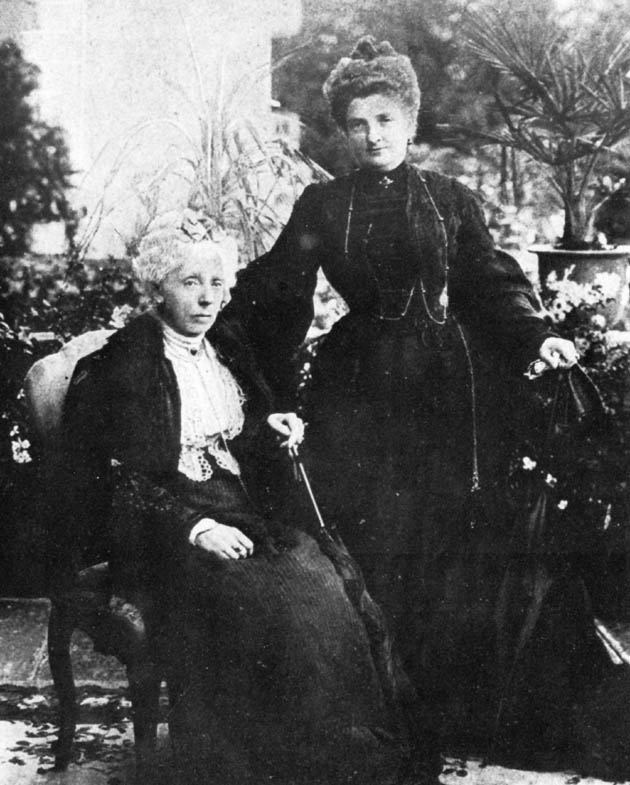
エリザベッタと長女マルゲリータ、1902年
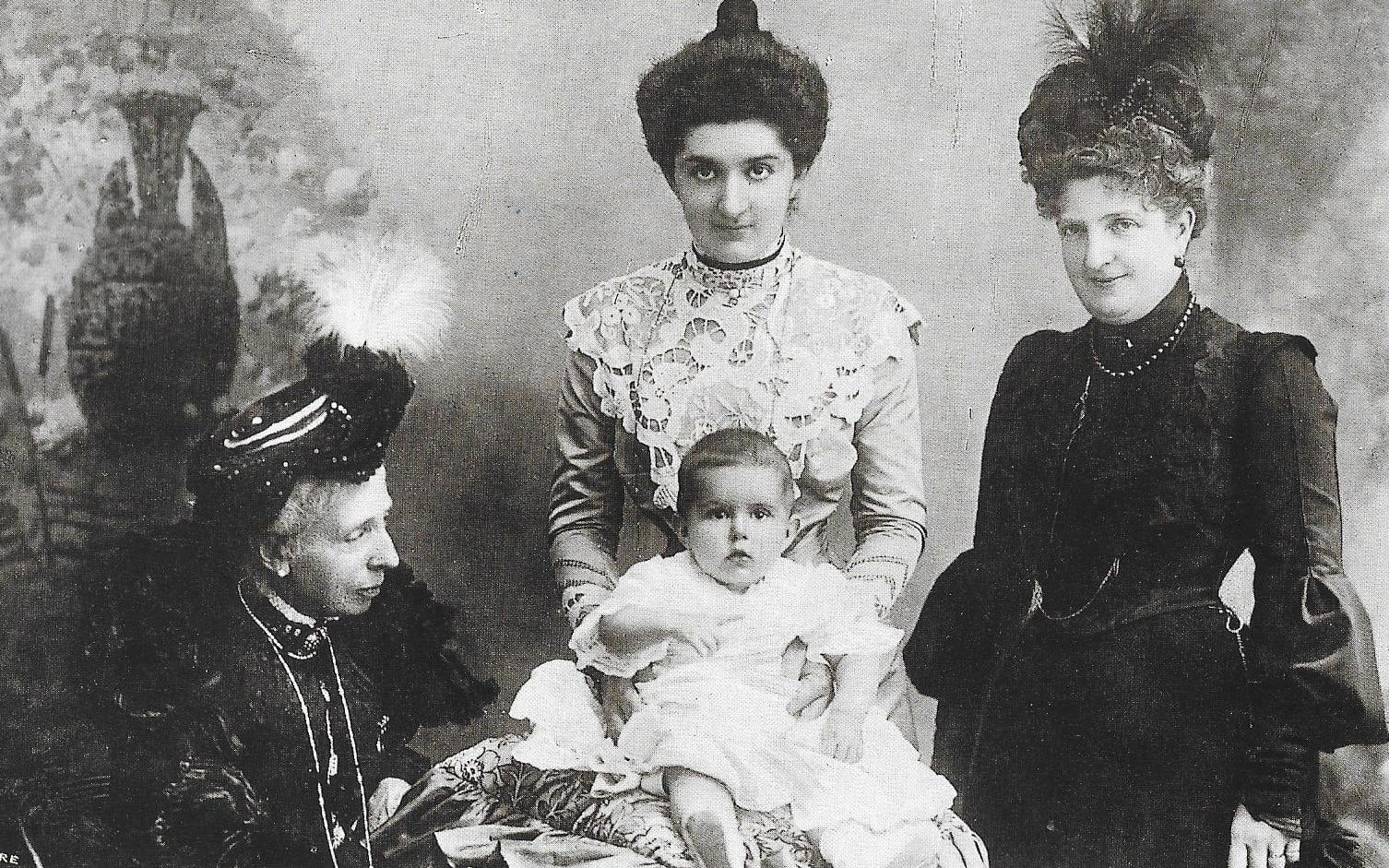
王太子ウンベルトを囲むエリザベッタ（左）、エレナ王妃（中央）、マルゲリータ王太后、1905年